# Auraiya
Auraiya é uma cidade e um município no distrito de Auraiya, no estado indiano de Uttar Pradesh.

## Geografia
Auraiya está localizada a 26° 28′ N, 79° 31′ L. Tem uma altitude média de 137 metros (449 pés).

## Demografia
Segundo o censo de 2001, Auraiya tinha uma população de 64,598 habitantes. Os indivíduos do sexo masculino constituem 53% da população e os do sexo feminino 47%. Auraiya tem uma taxa de Alfabetização de 71%, superior à média nacional de 59.5%; com 56% para o sexo masculino e 44% para o sexo feminino. 15% da população está abaixo dos 6 anos de idade.